# Lavotchkine LaGG-3
Le Lavotchkine-Gorbounov-Goudkov LaGG-3 (en russe : Лавочкин-Горбунов-Гудков ЛаГГ-3) fut un des chasseurs soviétiques, qui eut à soutenir les combats aériens au début de la Grande Guerre patriotique. Guère plus réussi et populaire que son aîné, le LaGG-1, il s'améliora progressivement au cours de la production, devenant un avion de combat tout à fait valable. Son mariage avec un moteur en étoile, le Shvetsov ASh-82, allait donner, en résolvant le manque de puissance qui handicapait l'avion depuis sa conception, naissance à un des meilleurs chasseurs de la guerre, le Lavotchkine La-5.

## Développement
Après l'échec du LaGG-1, l'équipe de l'OKB-301 révisa les plans de son avion en mettant au point un nouveau prototype, l'I-301. N'ayant pas de moteur plus puissant à monter sur l'avion, elle décida d'alléger la cellule pour augmenter la puissance massique. Les problèmes de manœuvrabilité et de stabilité furent en partie résolus par le montage de becs de bord d'attaque fixes sur la partie extérieure des ailes. L'autonomie fut, elle, améliorée par le montage de réservoirs de capacité supérieure.
Le résultat n'était pas encore du goût des pilotes, qui plaisantèrent sur l'acronyme LaGG, en lui donnant une signification officieuse, lakirovanny garantirovanny grob (en russe : лакированный гарантированный гроб) qui peut se traduire par « cercueil laqué garanti ». Cependant, au fur et à mesure de la production, l'avion fut constamment modifié. Il exista ainsi pas moins de soixante-six variantes du LaGG-3. À partir de la mi-1942, l'avion fut motorisé par une version plus puissante du moteur Klimov, le M-105PF. Les améliorations apportées successivement par Gorbunov à l'avion, durant les années 1942 et 1943, finirent par faire de l'avion l'égal de son rival, le Yakovlev Yak-1. La masse au décollage fut réduite, en deux ans, de près de trois cents kilogrammes malgré l'adoption d'un moteur plus puissant. Les performances connurent par conséquent une nette amélioration. La vitesse au niveau du sol passa de 474 à 542 km/h et, en altitude, de 549 à 591 km/h. Le temps de montée à cinq mille mètres, tomba de 7,4 à 5,8 minutes. Cette lente maturation prépara le succès de son successeur le Lavotchkine La-5.
Bien qu'inférieur aux modèles allemands contemporains, sa solidité, sa bonne manœuvrabilité et sa facilité de pilotage en faisaient un adversaire dangereux. Sa structure en bois encaissait bien les dommages et était ignifuge. L'emploi d'obus explosifs avait cependant des effets dévastateurs, en faisant éclater la structure de bois. La qualité de construction du fait des matériaux employés était aussi déterminante : certains avions sortant d'usine se révélaient moins rapides de parfois 40 kilomètres par heure aux valeurs théoriques. Ce fut particulièrement vrai au début de la guerre et l'augmentation de la production pendant l'été 1941.

## Variantes
- série 4 - moteur M-105PA
- série 11 - version d'attaque au sol avec 6 roquettes RS-82 ou RS-132 ou deux FAB-50.
- série 23 - petite série avec becs de bord d'attaque automatiques.
- série 23 - comme la série 11, mais gouvernail révisé.
- série 28 - petite série d'essais avec un roulette de queue escamotable.
- série 29 - apparition en juin 1942, moteur M-105PF de 1180 ch, armement 1 canon SVAK de 20 mm et une mitrailleuse UBS de 12,7 mm.
- série 33 - nouvelle hélice
- série 34 - apparition fin 1942, canon NS-37 avec 20 coups tirant à travers le moteur,
- série 35 - apparition en août 1942, becs de bord d'attaque automatique, roulette de queue escamotable.

- LaG 5 - premier essai de mariage entre la cellule du LaGG-3 et le moteur M-82, réalisé par Vladimir Petrovitch Gorbunov, en utilisant la partie avant d'un bombardier léger Soukhoï Su-2. Il fut produit en faible quantité parallèlement au LaGG-3 durant l'année 1942. Le La-5, plus réussi, lui succéda.
- Gudkov Gu-82 : projet similaire par Goudkov, jamais produit, sauf peut-être un prototype.
- LaGG 5 - désignation erronée souvent rencontrée dans la littérature occidentale.